# Могила (фільм)
Могила (англ. The Grave) — американський фільм 1996 року.

## Сюжет
Двоє ув'язнених, Кінг і Тін, здійснюють втечу з в'язниці. До цього ризикованого вчинку їх підштовхнула інформація від одного зі своїх співкамерників про те, що разом з померлим мільйонером в могилу було покладено весь його стан, накопичений за все життя. Розуміючи, що коли-небудь про це може стати відомо іншим людям, бандити і вдабться до втечі. Кінг і Тін приїжджають в невелике провінційне містечко, де зустрічаються зі своїми старими товаришами по злочинному ремеслу. Але під час втечі Тіна ранить у живіт місцевий фермер, в будинку якого бандити спробували сховатися. Тіну необхідна термінова медична допомога, але Кінг кидає свого товариша і розповідає про скарби своїй колишній подружці Джордан. Але жадібність вносить у відносини між бандитами розбрат, який незабаром призводить до того, що Кінг виявляється замурований в могилі мільйонера разом з золотом і коштовностями. У нього є лише кілька годин, щоб знайти спосіб вибратися назовні.

## У ролях
| Актор             | Роль            |
| ----------------- | --------------- |
| Крейг Шеффер      | Кінг            |
| Габріель Анвар    | Джордан         |
| Джош Чарльз       | Тін             |
| Донал Лог         | Клетус          |
| Кіт Девід         | Священик        |
| Джон Діл          | Дж.С. Коул      |
| Джованні Рібізі   | Векс            |
| Ентоні Майкл Холл | Тревіс Перселл  |
| Макс Перліх       | Бу              |
| Ерік Робертс      | Касс            |
| Ешлі Естон Мур    | Марлен          |
| Ді Ді Решер       | Метал Голос     |
| Джин Денн         | Фермер          |
| Бет Кертіс        | дочка фермера   |
| Сем Пейт          | мертвий хлопець |